# François de Haes (VOC)
Frans de Haes of François de Haze (? - Chinsura, 26 oktober 1676) was een Nederlands koloniaal bestuurder. Hij werkte voor de VOC als opperhoofd op Dejima (1669-1670), in Perzië (1671-1673) en Bengalen (1673-1676).
De Haze was getrouwd met Cornelia van Dusseldorp. In 1684 trouwde zijn dochter Maria (overleden in Lisse, 1721 of 1 juli 1723) met Willem Adriaan van der Stel, gouverneur van de Kaapkolonie (naar het schijnt niet in Amsterdam). In 1705 deed Maria de Haes een poging tot zelfmoord, door in een bron te springen.